# Wüstenfledermaus

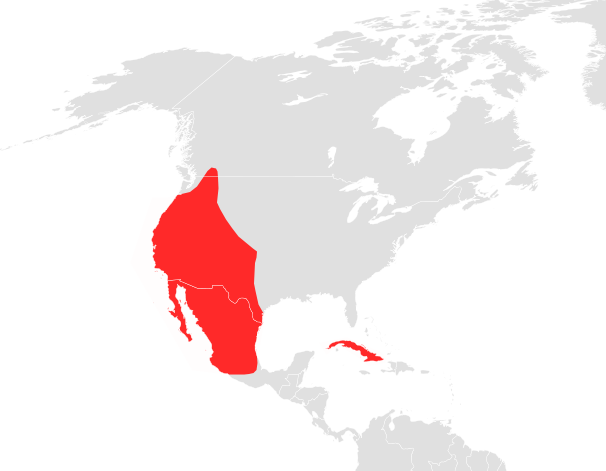
Verbreitungsgebiet der Wüstenfledermaus

Die Wüstenfledermaus (Antrozous pallidus) ist eine Fledermausart aus der Familie der Glattnasen (Vespertilionidae), die in Nordamerika beheimatet ist. Der Gattungsname Antrozous bezieht sich auf das griechische antron (= „Höhle“) und zoos (= „Leben in“). Der Artname pallidus nimmt Bezug auf die helle Fellfarbe der Tiere.

## Beschreibung
Die Wüstenfledermaus ist eine große Fledermaus mit einem Gewicht von bis zu 28,9 g. Sie unterscheidet sich von anderen nordamerikanischen Glattnasen durch die großen Ohren und Augen, sowie durch das helle Fell. Plecotus townsendii und Plecotus phyllotis haben zwar ebenfalls große Ohren, jedoch sind diese in der Mitte miteinander verbunden, währenddessen die Ohren der Wüstenfledermaus getrennt sind. Die Wüstenfledermaus kommt in Mexiko sympatrisch mit einer weiteren langohrigen Fledermausart (Macrotus waterhousii) vor, jedoch besitzt diese im Gegensatz zur Wüstenfledermaus ein Nasenblatt und gehört somit zu der Familie der Blattnasen.

## Verbreitung und Lebensraum
Die Verbreitung der Wüstenfledermaus reicht von Mexiko über Kalifornien bis British Columbia sowie Kuba. Ihr Bestand wird von der IUCN dank der weiten Verbreitung und wahrscheinlich großen Populationen als stabil und ungefährdet eingestuft.

## Lebensweise
Die Wüstenfledermaus ist eine typische Wüstenart, häufig in bergigen oder felsigen Gebieten in der Nähe von Gewässern. Ihr Urin ist hochkonzentriert um den Wasserverlust zu minimieren. Tagsüber schlafen die Tiere in Kolonien von bis zu 200 Individuen in Felsspalten und Gebäuden. In den Quartieren der Wüstenfledermaus findet man auch Tadarida brasiliensis und Myotis yumanensis. Die Felsspalten werden so ausgewählt, dass sie je nach Saison eine Temperatur von etwa 30 °C aufweisen. Nachts versammeln sich die Tiere manchmal in Quartieren außerhalb des Tagschlafplatzes, wo sie ihre Beute fressen oder kurzzeitig in Ruhestarre verfallen um Energie zu sparen. Dabei hängen die Tiere dicht beieinander und verständigen sich durch Sozialrufe.
Im Winter hält die Wüstenfledermaus einzeln oder in kleinen Gruppen Winterschlaf, jedoch wurden schon vereinzelt Tiere bei einer Außentemperatur von 2 °C gefangen.
Die Wüstenfledermaus ist eine von 10 Fledermausarten, bei der ein Gang auf allen vieren beschrieben wurde. Dabei bewegt sich die Fledermaus auf den Handgelenken und Füßen vorwärts. Die Wüstenfledermaus gilt unter den bekannten gehenden Arten als die wendigste und vielseitigste. Im Flug erreicht die Wüstenfledermaus eine Geschwindigkeit von bis zu 14,3 km/h mit 10 bis 11 Flügelschlägen pro Sekunde.
Echolokation gilt als Hauptsinn bei der Orientierung, jedoch spielt auch das Seh- und Riechvermögen eine wichtige Rolle. Echolokationsrufe werden im Flug und bei Bewegungen auf dem Boden durch das Maul ausgestoßen.
Bekannte Fressfeinde der Wüstenfledermaus sind unter anderem Nattern, Schleier- und andere Eulen sowie der Buntfalke und der Eckschwanzsperber (Accipiter striatus).

## Ernährung
Die Wüstenfledermaus ist ein Insektenfresser, welche sich von großen Gliedertieren ernährt, die sie am Boden oder in wenigen Metern Höhe im Flug fängt. Der robuste Schädel der Wüstenfledermaus ist vor allem darauf ausgelegt, Käfer mit hartem Panzer zu knacken. Schwärme kleiner fliegender Insekten werden meist ignoriert. Das Beuteschema umfasst Skorpione, Grillen, Walzenspinnen, Käfer, Heuschrecken, Gottesanbeterinnen und Schwärmer. Auch gibt es einzelne Berichte, wonach die Wüstenfledermaus Krötenechsen und Taschenmäuse frisst.
Da die Beute meistens vom Wüstenboden gefangen wird, geht man davon aus, dass die helle Fellfarbe der Tiere sie vor Räubern schützt.

## Fortpflanzung
Die Paarung findet zwischen Oktober und Dezember an horizontalen Oberflächen statt, wobei die Tiere kopfüber hängen. Das Weibchen speichert die Spermien im Geschlechtstrakt bis zur Ovulation im Frühling.
Die Schwangerschaft dauert etwa 9 Wochen, wobei der Zeitpunkt der Geburt durch das lokale Klima bestimmt zu werden scheint. Zwischen Mai und Juni gebären die Weibchen aufrecht hängend ein bis drei Jungtiere. Die Neugeborenen werden dabei mithilfe der Schwanzflughaut aufgefangen. Die Jungen werden ohne Haare, mit verschlossenen Augen und Ohren geboren und sind damit Nesthocker. Sie werden von der Mutter an den Zitzen mit sich getragen. Das Hörvermögen setzt nach etwa 6 Tagen ein; die Augen werden nach 2–5 Tagen geöffnet. Nach 18 Tagen sind die Tiere voll behaart, wobei das Fell von Jungtieren dunkler als das der ausgewachsenen Fledermäuse ist. Nach 4–5 Wochen beginnen die Jungtiere mit den ersten Flugversuchen, nach 8 Wochen erreichen sie das Gewicht eines ausgewachsenen Tieres. In der Zeit werden die Jungtiere auch von der Mutter entwöhnt.
Die Weibchen kehren jedes Jahr in dieselbe Kolonie zurück, um ihre Jungtiere zu gebären. Diese Präferenz wird vermutlich an die weiblichen Jungtiere weitergegeben.

## Kommunikation

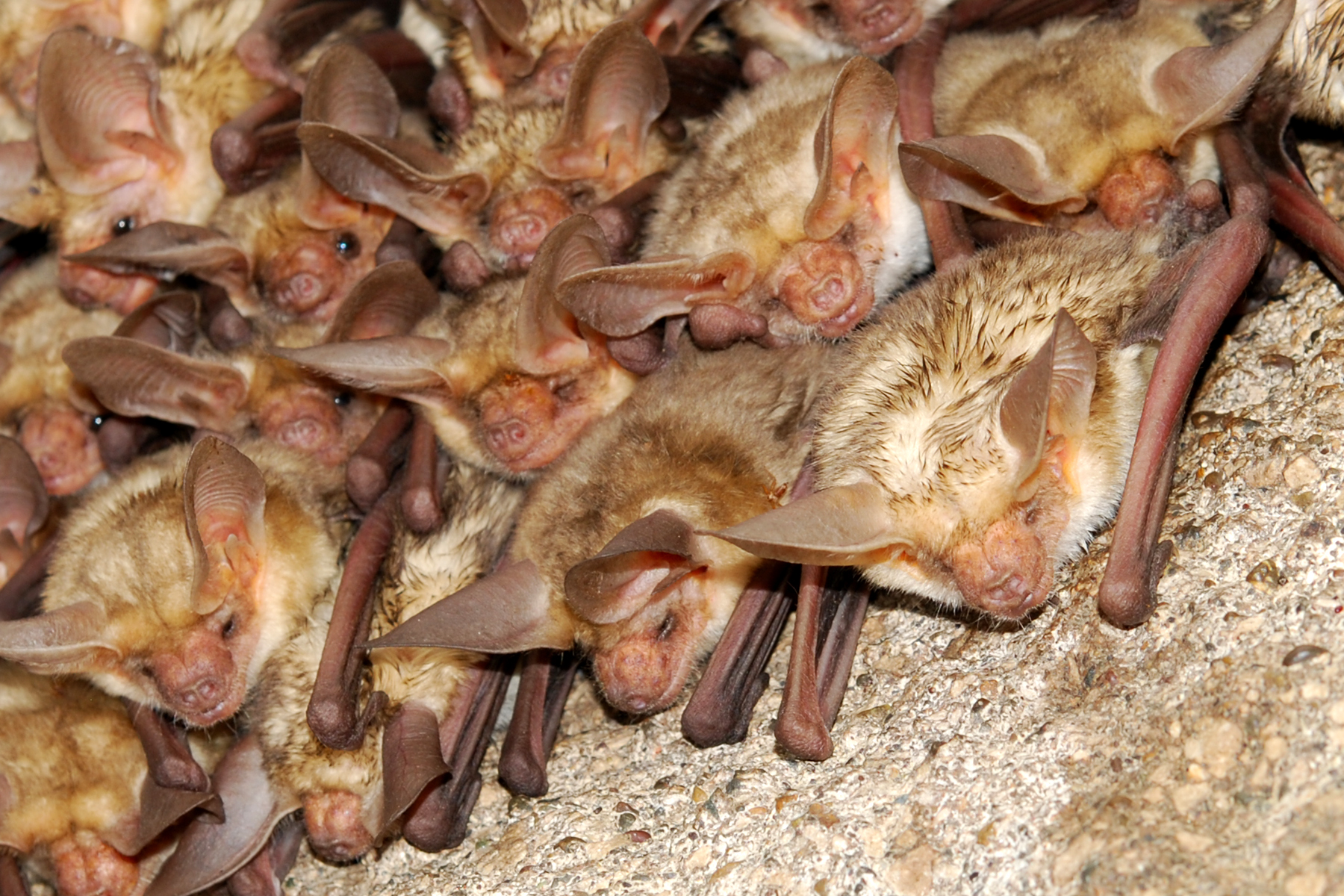
Eine Gruppe Wüstenfledermäuse

Nebst Echolokation nutzt die Wüstenfledermaus eine Vielzahl verschiedener Laute:
- Alarmrufe (englisch „Irritation buzzes“) sind laut (133 dB in 10 cm Distanz) und liegen in dem von Menschen hörbaren Bereich zwischen 4 und 20 kHz. Sie werden ausgestoßen wenn die Tiere gestört werden oder in Gefahr sind. Wahrscheinlich dienen sie dazu, Artgenossen zu warnen. Weibchen stoßen diese Laute auch aus, wenn sie ihre Jungtiere entwöhnen.
- Zanklaute (englisch „Squabble notes“) liegen zwischen 5 und 15 kHz und werden ausgestoßen, wenn sich die Tiere ihren Platz innerhalb der Gruppe suchen.
- Sozialrufe (englisch „Directive calls“) bestehen aus bis zu sechs lauten (100 dB in 10 cm Distanz) Rufen zwischen 5 und 30 kHz. Sie dienen zur gegenseitigen Orientierung bei der Suche nach Artgenossen.
- Zufriedenheitslaute (englisch „Notes of contentment“) werden bei gewolltem Körperkontakt zwischen den Individuen ausgestoßen.
- Klagelaute (englisch „Planitive notes“) sind laute, lange Schreie im hörbaren Bereich zwischen 10 und 15 kHz, welche von Fledermäusen ausgestoßen werden, die Schmerzen haben.
- Isolationsrufe (englisch „Isolation calls“) werden von Jungtieren ausgestoßen, wenn sie von ihrer Mutter getrennt werden. Sie helfen dem Weibchen ihre während der Fressflüge in der Kolonie zurückgelassenen Jungen wiederzufinden.

Spezielle Paarungs- und Werbungsrufe sind nicht bekannt.